# Oscar Schönherr

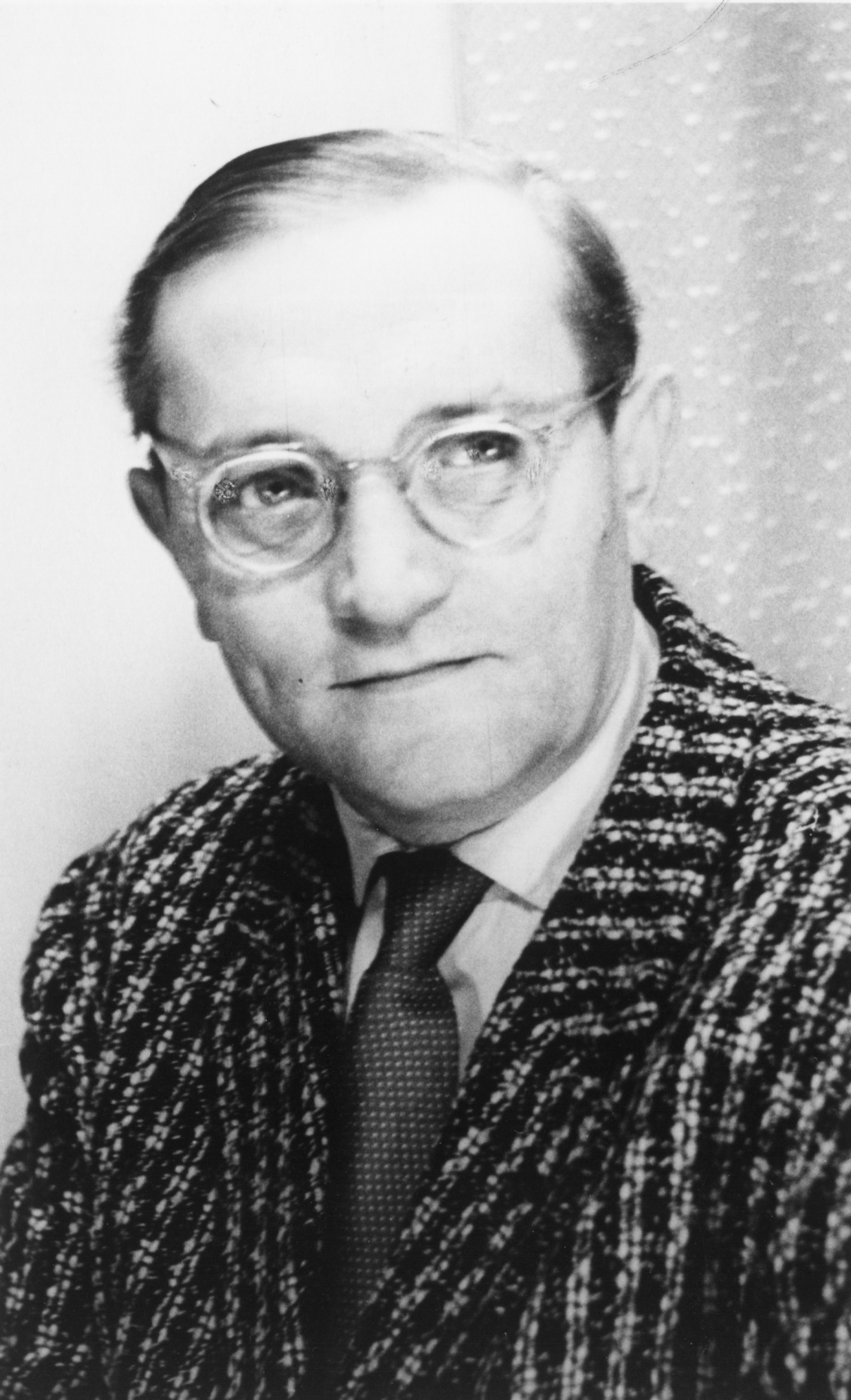
Oscar Schönherr

Oscar Emil Schönherr (* 4. März 1903 in Dresden; † 30. August 1968 in Marienberg) war ein deutscher Pädagoge, Komponist und erzgebirgischer Musiker.

## Leben
Der aus einer alteingesessenen Familie in Lauterbach stammende Schönherr besuchte die Volksschule in Neuhausen/Erzgeb. und die 15. Bürgerschule in  Dresden und danach von 1916 bis 1923 das Lehrerseminar in Dresden-Plauen. Basierend auf dieser guten Ausbildung konnte er 1932 seine gesamte Fachausbildung in Musik mit der Prüfung als Vollmusiker abschließen. Ab 1923 wurde er in den Schuldienst eingestellt und war zuerst Hilfslehrer in Olbernhau, Blumenau und Großolbersdorf. Ab 1924 war er als Lehrer in Satzung tätig und zog dazu in die dortige Schule.
Während dieser Zeit widmete er sich umfangreich der musikalischen Tätigkeit und komponierte einige Erzgebirgslieder nach Texten der bekannten Mundartdichterin Luise Pinc. 1929 bis 1939 war er als Kantor in Satzung der Nachfolger von Ernst Edmund Lang, dem Vater von Erich Lang, der ebenfalls bekannte Erzgebirgslieder komponierte.

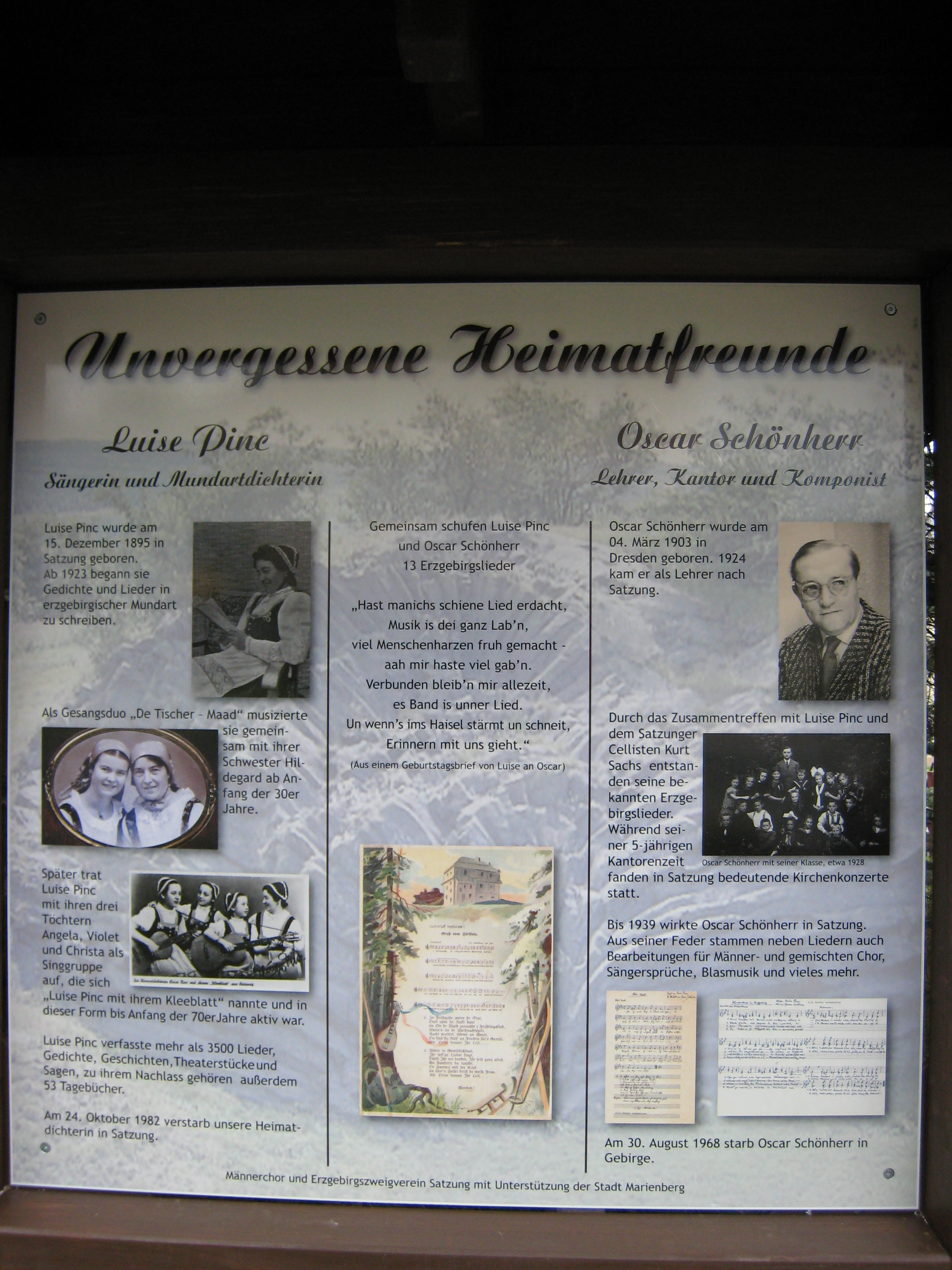
Gedenktafel in Satzung

1939 zum Militärdienst eingezogen, wurde er zuerst als kinderreicher Vater freigestellt. Ab Anfang 1942 wurde er dann erneut eingezogen und diente an der Westfront in Holland, Belgien und Frankreich. Während der Gefangenschaft in Belgien schrieb er aus dem Gedächtnis Noten für den Lagerchor und das Orchester. Er komponierte während dieser Zeit zwei Operetten bzw. Singspiele („Rheinlandmädel“) nach eigenen und bekannten Melodien, die jedoch nicht mehr erhalten sind.
1947 zurück aus der Gefangenschaft wurde er wegen seiner Zugehörigkeit zur NSDAP aus dem Schuldienst entlassen und arbeitete kurze Zeit in der Kartonagenfabrik Fischer in Reitzenhain. Ab Dezember 1947 wurde er zwangsverpflichtet zum Uranerzbergbau der SDAG Wismut. Auch während dieser Zeit blieb er der Musik verbunden. Schönherr war Mitgründer des Männerchors in Reitzenhain und blieb bis 1955 dessen Leiter. Ab 1952 wieder in den Schuldienst übernommen, arbeitete er bis 1953 an der Grundschule in Marienberg. Von 1953 bis 1963 lehrte er auch an der Volksmusikschule Karl-Marx-Stadt (Außenstelle Olbernhau) die Instrumente Blockflöte und Akkordeon.
In die Zeit seiner Lehrtätigkeit fällt eine umfangreiche Tätigkeit für die Musik und die Bemühung um ihre Verbreitung. So war er zeitweise Leiter des Polizeichores in Marienberg, Orchestervorstand und Pianist im Kammerorchester Marienberg, Pianist und Sänger im Kreisratschor und im Heimatchor. 1966 wurde er aus gesundheitlichen Gründen vorzeitig pensioniert.
Er komponierte Gebrauchsmusik, Blasmusik, mehrere Sängersprüche und machte zahlreiche Bearbeitungen für Chöre, Männerquartett und Orchester. Nach Texten von Luise Pinc, Karl Schreiter und Artur Krauß entstanden eine Anzahl von Liedern, die neben vielen anderen von den bekannten Geschwister Caldarelli oder von der Kammersängerin Elfriede Gerber aufgeführt wurden. Mehrere Schallplatten bzw. CDs enthalten Lieder, deren Komponist er war. Das gesamte musikalische Schaffen von Oscar Schönherr wurde nie restlos zusammengestellt und veröffentlicht. Er selbst hatte nie ein besonderes Interesse daran, sein Schaffen gewinnbringend zu vermarkten.
Aus Anlass seines 105. Geburtstages wurde im Frühjahr 2008 in Satzung eine Erinnerungsveranstaltung durchgeführt. Am 20. September 2008 konnte in Satzung feierlich ein Gedenkstein enthüllt werden. 2009 fand im Kultur- und Freizeitzentrum der Stadt in Marienberg, der „Baldauf-Villa“ in völlig ausverkauften Räumen eine musikalische Veranstaltung mit Musik von Oscar Schönherr statt.

## Privates

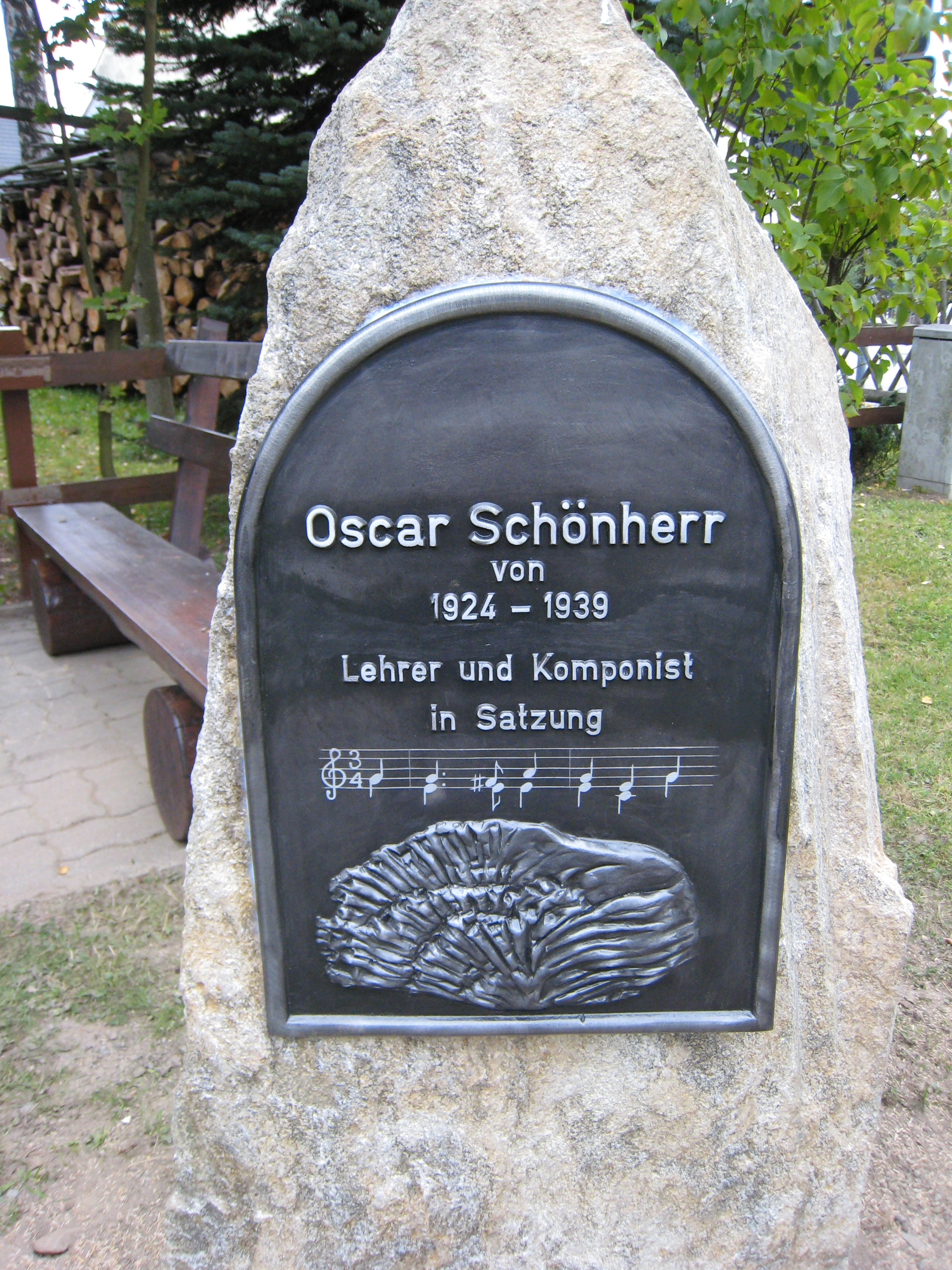
Gedenkstein in Satzung

Am 9. August 1924 heiratete er Rosa Fanny, geborene Ullmann (* 15. Januar 1904 - † 26. Dezember 1960). Aus dieser Ehe entstammen sieben Kinder: Rudolf Oscar, Elsbeth Johanna, Roland Karl, Leonore (Lore) Rosa, Thea Gudrun, Ludwig Ernst und Dietrich Walter. In zweiter Ehe heiratete er am 3. November 1962 Gertrud, geborene Findeisen.
Freunde beschrieben Oscar Schönherr als gesellig, reiselustig und seiner erzgebirgischen Heimat eng verbunden. Neben seinen musikalischen Werken wird vor allem sein selbstloses Engagement gelobt, durch welches viele Einwohner an die Musik herangeführt wurden.

## Werke
Erhalten geblieben und eindeutig zuordenbar sind 61 Kompositionen oder Arrangements. Dazu gehören 13 Erzgebirgslieder nach Texten der Luise Pinc.
Zu den bekanntesten Werken zählen:
- Gruß vom Hirtstein
- De Haamit
- Su is bei uns
- Winterobnd im Arzgebirg
- Dr Lindenbaam
- Loßt uns wannern!
- Is is Frühling worn
- Bei uns drham

In Originalhandschrift erhalten geblieben ist ein Notenheft, welches zwischen 1950 und 1954 für die Erzgebirgsgruppe seiner Tochter Lore entstand. Die Lieder beruhen auf Texten von Karl Schreiter und wurden, obwohl seit dieser Zeit regelmäßig aufgeführt, nicht weiter veröffentlicht.
Enthalten darin sind:
- Abschied
- Vorwurf
- Is Frühgahr kimmt
- Unner Gruß
- Von der Lieb
- Lied der erzgebirg. Waldarbeiter
- Vertragt sich fei!
- Is Wannern is su schie!

## Veröffentlichungen, die seine Lieder enthalten
- Weihnachtslieder aus dem Erzgebirge, Walther, Gitta, 2002
- Mein Weihnachtstraum, Joachim Süß und sein Ensemble, 2000
- Frohe Weihnachten, Gitte und Klaus
- Heiligabend im Erzgebirge, Erzgebirgsgruppe Ehrenfriedersdorf
- Weihnachten im Erzgebirge, Geschwister Caldarelli
- Winterobnd im Arzgebirg, Erzgebirgsgruppe Ehrenfriedersdorf, 1998
- Weihnachtsland Erzgebirge – Die schönsten Weihnachtslieder aus dem Erzgebirge, diverse Künstler, 2012